# Szent Cecília-templom (Köln)

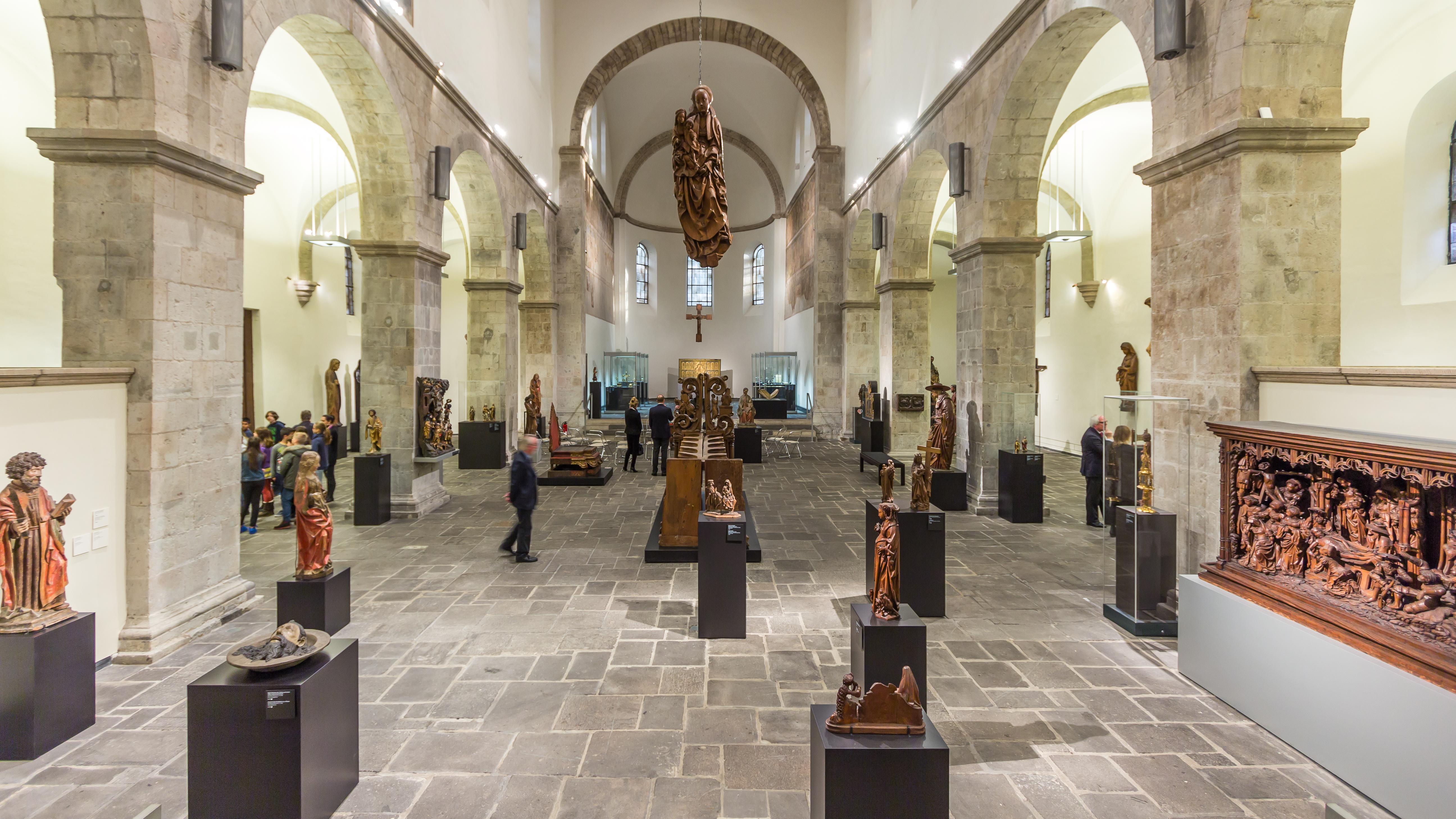
A templombelső a kórus irányában

A Szent Cecília-templom egyike a tizenkét nagy kölni román stílusú templomnak. A templomban felújítása után 1956-tól Schnütgen-múzeum kapott helyet.
Az eredeti templom torony nélkül épült háromhajós bazilika volt, keresztház nem épült. A déli mellékhajót kerek apszis zárja, az északi mellékhajó viszont egy 1479-ben az eredeti apszis helyére épült sekrestyével végződik. A kórus eredeti freskóiból még néhány részlet halványan látható, mivel a második világháborúban erősen megrongálódtak. A főhajó kazettás mennyezete mellett a mellékhajóknak bordás keresztboltozata van, a Szent Cecília tiszteletére emelet timpanon – ma az északi bejárat fölött található a másolata, az eredeti pedig a múzeum tulajdonában van – 1160-ból való.
A templom épülete eredetileg egy 9. századi azonos nevű női kanonokságra vezethető vissza. Sokáig az volt a feltételezés, hogy itt volt az első kölni dóm, melyet azonban újabb kori ásatások megcáfoltak. A régészek azonban egy kisméretű, négyzet alakú templom nyomaira bukkantak, amely valaha a kanonokság részét képezte. A rend nehéz anyagi helyzetéről több korabeli okirat is van, ami miatt a 10. században a kölni érsek, Brun 965-ben a kanonokság részére végrendeletileg biztosított 50 font ezüstöt a templom befejezésére. Valószínűleg ekkor került kialakításra a relikviák őrzése céljából a templom nyugati végében a kripta, amelyet 1970-ben újra létrehoztak. Az ezredforduló idején felépült kanonoki templomot a 12. században teljesen lebontották és helyére másik templom került, de ez a viszonylag szerény templomépület jelentősen elüt a többi nagyobb román kori templomtól Kölnben.
1474-ben a kanonoki épületet és templomot az Ágostonosok női kanonokrendjének ajánlották fel a Maria zum Weiher-i épületeikért cserébe.Ők alakították ki a sekrestyét és a középhajó kazettás mennyezete helyett boltozatot építettek, amelyet azonban a II. világháború pusztításai után nem pótoltak. Eredetileg a kanonokság tulajdonában volt Stefan Lochner egyik híres képe "Madonna kék nefelejccsel" (németül „Madonna mit dem Veilchen“), ez ma az érseki múzeumban található. A templom melletti rendházat a szekularizáció idején lebontották és helyére épült az első kölni kórház, amelynek Szent Cecília lett a temploma. Az egykori főbejáratot a nyugati homlokzattal a rendház lebontásakor szintén ekkor építették neoromán stílusban, de ezt mára befalazták. 1980-ban az azóta híressé vált zürichi graffitis, Harald Naegeli fújta a halotti táncát, amely ma védett műemlék.